# Pro Evolution Soccer 2
Pro Evolution Soccer 2 (Winning Eleven 6, abrégé PES 2) est un jeu vidéo de football, sorti en 2002 sur PlayStation et PlayStation 2.
Développé et édité par Konami, ce jeu fait partie de la série des Pro Evolution Soccer adaptée de Winning Eleven 6 (version japonaise du jeu) et de World Soccer Winning Eleven 6 (version américaine).

## Bande sonore
- Timo Maas - To Get Down
- Antiloop - Nowhere To Hide
- The Chemical Brothers - Denmark
- Dax Riders - People
- Bedroom Rockers - Driving
- Idlewild - A Modern Way Of Letting Go
- Röyksopp - Remind Me
- Rob Dougan - Clubbed to Death (Tom Middleton Remix)
- Spotrunnaz - Building
- Fatboy Slim - Weapon Of Choice

## Accueil
- Jeux vidéo Magazine : 18/20 (PS2)[1] - 13/20 (PS1)[2]
- Jeuxvideo.com : 18/20 (PS2)[3] - 16/20 (PS)[4]